# The Rain Song
The Rain Song, är en låt skriven av Jimmy Page och Robert Plant, framförd av Led Zeppelin på albumet Houses of the Holy släppt 1973. Låten är bland annat en hyllning till George Harrison. 
Det märks genom att öppningsackorden lånas från hans låt Something med Beatles.
Arbetsnamnet på låten var "Slush".